# Kyjovka
La Kyjovka est une rivière tchèque de 86 km de long qui est un affluent de la Thaya et donc un sous-affluent du Danube par la Morava.